# طه اسماعیل
طه اسماعیل (عربی: طه اسماعيل؛ زادهٔ ۸ فوریهٔ ۱۹۳۹) بازیکن و مربی اهل مصر بود.
از باشگاه‌هایی که در آن بازی کرده‌است می‌توان به باشگاه ورزشی الاهلی مصر و تیم ملی فوتبال مصر اشاره کرد.
وی همچنین در تیم ملی فوتبال مصر بازی کرده است.